# Michael Peterson (giocatore di football americano)
Michael Peterson (Atlantic, 29 novembre 1982) è un ex giocatore di football americano statunitense che ha giocato come tight end.

## Palmarès
- 1 Mondiale (2011)